# CYCLADES
CYCLADESは1970年代初期にフランスで構築された研究ネットワークで、初期のパケット通信コンピュータネットワークの1つである。ARPANETとは異なる設計を模索すべく開発され、ネットワーク研究全般に供された。インターネットの初期設計に大きな影響を与えた。
CYCLADESは、信頼できない「データグラム」とそれに関連するエンドツーエンド・プロトコル機構を用い、初めてネットワーク自体ではなくそこに接続されたホストがデータの信頼性に責任を持つという方針を採用した。それらの概念は、後にインターネットのプロトコルとなったTCP/IPでも使われている。CYCLADESは後のインターネットに大きな影響を及ぼしたシステムの1つである。
このネットワークはフランス政府が資金を出したが、その際にフランスの計算機科学の国立研究機関であるIRIA（現在のINRIA）が調整役を演じた。フランス国内のコンピュータ製造業者、研究機関、大学などが構築に参加した。CYCLADESを設計し、構築を指揮したのがルイ・プザンである。

## 概念と展開
設計と人員集めが1972年に始まり、1973年11月には最初のデモンストレーションを実施している。このときはホスト3台を1台のパケット交換機に接続したネットワークだった。1974年にはパケット交換機3台を2月に設置したが、その時点では1日のうち3時間しかネットワークを運用できなかった。同年7月にはパケット交換機が7台になり、一日中実験に使えるようになった。
タイムシェアリングシステムがコンピュータ利用の大半を占めていたため、同年、端末集約器も開発された。1975年、予算削減のため一時的にネットワークが縮小している。このころには、リモートログイン、リモートバッチ、ファイル転送がサービスとして提供されている。
1976年には20ノードを相互接続したネットワークが完成し、ロンドンのイギリス国立物理学研究所やローマのESA、European Informatics Network (EIN) とも相互接続している。

## 技術的詳細
インターネットと同様の階層型アーキテクチャを採用している。基本的なパケット伝送機能 CIGALE が重要であり、信頼できない「データグラム」サービスを提供する。なお、datagram はルイ・プザンが data と telegram を合成して造った言葉である。
パケット交換機がデータの正しい配送を保証する必要がないため、設計が大幅に簡略化された。
距離ベクトル型ルーティングプロトコルを採用しており、メトリックには様々なものを使って実験した。また、時刻同期プロトコルを備え、全パケット交換機の時刻を同期させていた。CIGALEには、あふれたパケットを捨てることで輻輳制御をするという初期の試みも含まれている。
CIGALEという名称（フランス語で「セミ」）は、開発者らが各コンピュータにスピーカーを設置し、そのコンピュータにパケットが到着したときにセミの鳴き声のような音を鳴らしたことに由来する (Gillies and Cailliau 2000:38)。
その上に構築されたエンドツーエンド・プロトコルは信頼性のあるトランスポート層サービスを提供し、さらにその上にアプリケーションが構築された。ユーザーから見える信頼できるデータ列の単位を letters と呼び、TCPの「信頼できるバイトストリーム」と対比される。トランスポート層プロトコルは順序を保証しない信頼できないデータグラムの配送も可能で、今では標準的機構となっている 端点間の肯定応答とタイムアウトを使用する。また、スライディングウィンドウやエンドツーエンドのフロー制御も備えていた。

## 終焉
1976年、フランス郵政・電信・電話省 (PTT) は新たに標準化された X.25 規格に準拠したパケット交換網 Transpac を開発した。データグラムとX.25の仮想回線の優劣について学究的な討論が一時期なされたが、官僚の工作によって早々に打ち切られた。
当時のフランスではデータ通信は国有化されており、IRIAがCYCLADESネットワークを運用するには特別な免除を必要とした。PTTはフランス政府がTranspacと競合するものに資金提供するべきではないとし、CYCLADESへの資金と免除の打ち切りを主張。1981年、CYCLADESは停止されることになった。

## 後世への影響
先述のとおり、CYCLADESは信頼性の保証をホスト側に行わせるという重要な設計を行い、ネットワークの機能性を高めた。それはパケット交換機の単純化にも貢献している。現在のインターネットも基本的にはそれを踏襲している。
また、様々なネットワーク実験の基盤となり、フランスの計算機科学者の育成に貢献した。ルイ・プザンとCYCLADESに育てられた人々はINRIAで、Local Area Network、衛星通信ネットワーク、UNIXオペレーティングシステム、メッセージパッシング型OSのChorusなど様々なプロジェクトを実施することになった。
ユベール・ジメルマンはCYCLADESでの経験を生かしてOSI参照モデルの設計に関わった。OSI参照モデルは今も教育的な意味で非常に重要である。
INRIAのCYCLADES関係者は、フランスでのインターネット普及にも影響を及ぼした。